# SNCF Réseau
SNCF Réseau (VKM SNCFR) je francouzský provozovatel dráhy, který vznikl v roce 2015. Společnost patří francouzskému státu prostřednictvím státní firmy Société nationale des chemins de fer français (SNCF).

## Historie
Společnost byla zřízena 1. ledna 2015 sloučením společností 1. ledna 2015 sloučením společností Réseau ferré de France (RFF), SNCF Infra a Direction de la Circulation Ferroviaire.

## Činnost společnosti
Podnik se zabývá čtyřmi hlavními činnostmi: údržbou železniční sítě, zpracováváním projektů, zajišťováním přístupu na síť dopravcům a řízením železničního provozu.
Firma je zodpovědná za provozování a údržbu více než 28 tisíc km železničních tratí (z toho 2700 km vysokorychlostních) ve Francii, které zahrnují zhruba tři tisíce stanic a zastávek. SNCF Réseau zaměstnává přibližně 50 tisíc pracovníků. Na síti společnosti se denně pohybuje zhruba 15 000 vlaků, které přepraví 5 milionů cestujících a 250 tisíc tun zboží.